# Acinonychini
Acinonychini is een tribus van katachtigen uit de Felinae dat bestaat uit drie hedendaagse soorten - de poema, jaguarundi en jachtluipaard - en enkele uitgestorven soorten.
De verwantschap van de jachtluipaard met de poema en jaguarundi werd in de jaren negentig van de twintigste eeuw vastgesteld aan de hand van moleculair onderzoek gebaseerd op DNA.

## Ontwikkeling
De Acinonychini splitsten zich in het Laat-Mioceen af van de andere katachtigen. Rond 4,9 miljoen jaar geleden splitsten de ontwikkelingslijnen van de jachtluipaarden en poema-achtigen zich. Meerdere soorten jachtluipaarden, waaronder de reuzenjachtluipaard, leefden vanaf het Plioceen in Eurazië en Afrika. De poema-achtigen ontwikkelden zich aanvankelijk in Eurazië, waar Viretailurus voorkwam, en migreerden vervolgens naar Amerika. Naast de poema en jaguarundi behoort ook de uitgestorven Miracinonyx uit het Plioceen en Pleistoceen tot de Amerikaanse poema-achtigen. Dit dier ontwikkelde zich middels convergente evolutie tot de Amerikaanse tegenhanger van de jachtluipaarden.